# 赖戈罗德农村居民点
赖戈罗德农村居民点（俄语：Райгородское сельское поселение）是俄罗斯联邦伏尔加格勒州斯韦特雷亚尔区所属的一个农村居民点。其下辖有2个居民点，行政中心为赖戈罗德。据2016年统计，该农村居民点的人口为2808人。